# 웨카타

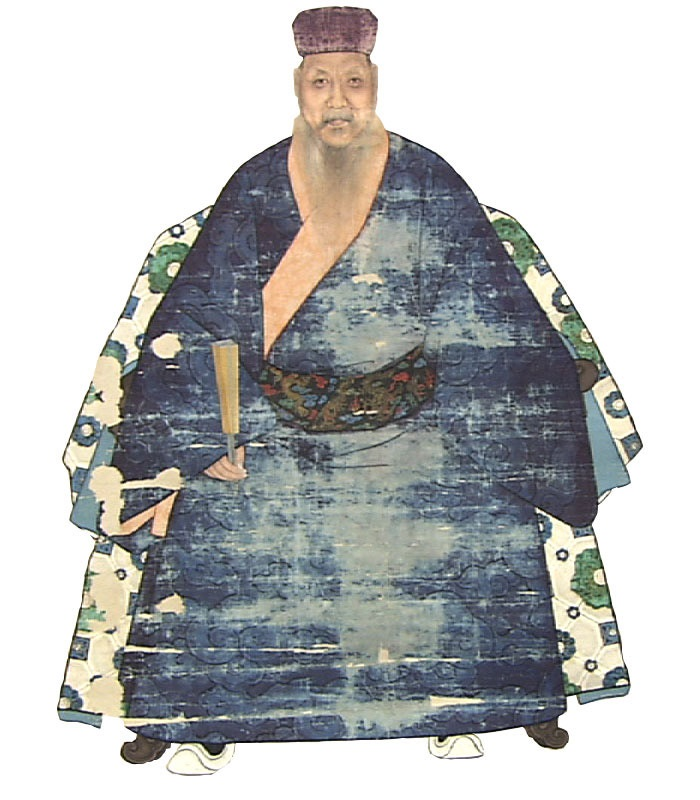

웨카타(오키나와어: 親方)는 류큐 왕국의 칭호 중 하나다. 왕족 바로 아래에 위치한, 류큐 사족 최고의 칭호였다.
웨카타는 세습되는 것이 아니라 공적이 있는 사족에게 하사되는 것이라서, 웨카타의 아들이라고 모두 웨카타가 되는 것은 아니었다. 웨카타는 자주색 관을 쓰고 화금경은(花金茎銀) 비녀를 꽂았다. 정2품 이상으로 올라가면 금비녀를 꽂았다.
웨카타 칭호는 오래되지 않아서, 17세기부터 사용되기 시작한 것으로 보인다. 그 이전에는 카나조메 페친(かなぞめ親雲上)이라고 불렀다.  카나조메란 자주색이라는 뜻으로, 이 역시 자주색 관에서 유래한 이름으로 여겨진다. 웨카타를 왕자 등을 포함하는 귀족으로 보아야 할지, 상위 사족으로 보아야 할지 제설이 있는데 『류큐국 유래기』(1713년)의 「관작열품」 항목에 “이 관작(웨카타)은 하종(下種)의 극관(極官)”이라고 설명되어 있으므로 사족의 최상급이라고 보는 것이 보다 타당하다. 공적이 있는 황관(黄冠)사족에게 특별히 자관을 내린 것이 카나조메 페친의 시초였던 것으로 여겨진다.
왕족들이 의전 관계의 한직에 보임되는 데 비해 웨카타는 정치 실무를 담당했고, 투표로 선출되는 삼사관에 취임할 수 있었다. 마자리(영지, 행정구역) 전체를 영유한 총지두(総地頭)직에 있는 웨카타는 마찬가지로 마자리 전체를 영유하는 아지(按司)들과 더불어 일본의 다이묘에 해당하는 데이묘(デーミョー)라고 불렸다. 마자리 전체가 아닌 마자리 내부의 한 마을을 다스리는 웨카타는 협지두 웨카타(脇地頭親方)라고 불렸다. 전체 비율상으로는 총지두 웨카타보다 협지두 웨카타가 많았다.
웨카타의 저택은 툰치(殿内, 전내)라고 불렸으며, 이 툰치라는 말은 “전하”처럼 웨카타 가문에 대한 존칭으로도 사용되었다. 예컨대 오로쿠가나 치바나가는 오로쿠 전내, 치바나 전내라고 불렸다.

## 참고 문헌
- 沖縄大百科事典刊行事務局編集『沖縄大百科事典』（上）、沖縄タイムス社、1983年。
- 宮里朝光監修・那覇出版社編『沖縄門中大事典』那覇出版社、2001年。